# Bianca Pomeranzi
Bianca Maria Pomeranzi (Arezzo, 14 giugno 1950 – Roma, 21 luglio 2023) è stata un'attivista e saggista italiana, componente del Comitato ONU antidiscriminazione contro le donne dal 2013 al 2016.
Impegnata sin dalle origini nel femminismo, nel movimento lesbico e nelle reti transnazionali, è stata consulente di numerosi organismi europei e internazionali.

## Biografia

### Formazione
Laureata in Lettere e Filosofia all'Università di Firenze, a 26 anni si trasferisce nella capitale.
Diventa attiva nel Collettivo Femminista Romano di via Pompeo Magno. È tra le organizzatrici della manifestazione “Riprendiamoci la notte” (27 novembre 1976). In un'assemblea cittadina preparatoria di quella manifestazione, dichiarando “Sono lesbica e di provincia” fa uno dei primi coming out del lesbofemminismo. Partecipa al primo gruppo di presa di coscienza lesbica del collettivo di Pompeo Magno, voluto da Rina Macrelli. Promuove e organizza lo storico convegno di donne lesbiche del 26-28 dicembre 1981 a Roma. 
Approda ben presto alla convinzione che la lotta per i diritti delle donne non possa non avere una dimensione mondiale. Sarà l'impegno su questo terreno a condurla all'incarico ultraventennale di esperta di donne e sviluppo per il Ministero degli Esteri e poi, nel 2012, all'elezione nella CEDAW, il Comitato per l'eliminazione di ogni forma di discriminazione contro le donne dell'ONU.

### Attivismo e professione
Il 2 ottobre 1976 partecipa alla prima notte di occupazione del palazzo di via del Governo Vecchio a Roma realizzata dall'MLD (Movimento di Liberazione delle Donne).
Dà impulso alla mobilitazione femminista per Claudia Caputi, giovane  vittima di violenza di gruppo e secondo la stampa dell'epoca indotta alla prostituzione, culminata con il grande corteo dell'Alberone il 31 marzo 1977. Inizia nel 1977 anche il suo percorso professionale presso il Centro Studi della Lega Nazionale delle Cooperative e Mutue, occupandosi di formazione e promozione del lavoro giovanile e femminile.
Con Pompeo Magno sostiene la partecipazione dei collettivi femministi alle manifestazioni sulla legge per l'aborto e, dopo il caso Moro, ai dibattiti sulla violenza in politica e sul separatismo.
Insieme a Daniela Colombo fonda nel 1981 l'AIDOS (Associazione Italiana Donne per lo Sviluppo). Con AIDOS contribuisce alla stesura della nuova legge sulla cooperazione internazionale che istituisce “un ufficio di studio e proposta per la promozione del ruolo della donna nei Paesi in via di sviluppo” (art. 10) in seno alla nascente Direzione generale per la Cooperazione allo Sviluppo del Ministero degli esteri italiano. In quella Direzione generale – vinto il relativo concorso – Pomeranzi assume nel 1991 l'incarico di esperta sulle tematiche di donne e sviluppo. La sua battaglia sarà introdurre l'attenzione alle relazioni tra uomini e donne come punto focale per affermare nuovi assetti sociali e nuove politiche di sviluppo.
Il 1981 è un anno cruciale per il movimento lesbico italiano e Pomeranzi lo vive in prima fila. È tra le organizzatrici più attive del Convegno di donne lesbiche di Roma, che a fine dicembre raccoglie al Governo Vecchio centinaia di partecipanti da tutta Italia.  Pomeranzi introduce i lavori della prima giornata, coordinati dal gruppo sulla sessualità da lei promosso, e firma poi una analisi complessiva del Convegno su effe, indicandolo come una “svolta decisiva (…) all'interno del movimento delle donne, la nascita del movimento lesbo-femminista”.
Nel 1985 partecipa, come giornalista per il quotidiano Reporter e come componente dell'Alleanza Cooperativa Internazionale, alla Conferenza mondiale sulle Donne di Nairobi, che chiude il Decennio delle Nazioni Unite per le Donne.
In Italia si impegna per un femminismo che vuole incidere nel dibattito pubblico mantenendo la propria completa autonomia: in questa ottica, nel 1986 viene coinvolta da Michi Staderini nel gruppo ONDA (Organizzazione Nazionale Donne per l'Autonomia).
Agli inizi degli anni Novanta, progetta con altre femministe impegnate sul piano internazionale la Rete VADO/WAVE (Visioni Alternative di Donne Ovunque/Women Alternative Visions Everywhwere), che cerca di mettere in comunicazione a livello globale diversi punti di vista femministi. Nel 1995, con le altre partecipanti alla Rete, organizza seminari in giro per l'Italia per preparare la Conferenza mondiale delle Donne di Pechino, che vedrà una grande trasversalità tra funzionarie pubbliche e militanti.  Alla Conferenza, in qualità di advisor della delegazione italiana, svolge un lavoro di coordinamento e presenzia ai colloqui internazionali, in particolare collaborando attivamente alla stesura del documento finale, come racconta Natalia Aspesi su La Repubblica. Dopo Pechino, l'Italia incrementa la propria partecipazione, in ambito europeo, alle attività internazionali dedicate ai diritti delle donne. In collaborazione con il Ministero delle Pari Opportunità appena istituito, Pomeranzi si impegna su questo terreno con programmi specifici, agendo nei Balcani, in Palestina e in Africa Sahariana e Subsahariana.
Suoi articoli su temi internazionali, firmati con lo pseudonimo Eva Rondini, compaiono tra il 1992 e il 1996 sul mensile noidonne.
Le proposte dei movimenti femministi transnazionali per un nuovo modello di sviluppo mondiale, elaborate a Pechino e in generale nelle Conferenze sulle donne, sono messe da parte in sede ONU dal modello di governance neoliberale della globalizzazione propugnato dalla Terza Via di Clinton e Blair, mentre prende piede un femminismo interessato soprattutto alla lotta al “tetto di cristallo” ovvero alla presenza delle singole donne nelle posizioni decisionali. Di tutt'altro orientamento, insieme ad altre femministe storiche, Pomeranzi dà vita nel 1999 al gruppo Balena, nato per opporsi alla guerra del Kosovo e alla Missione Arcobaleno.
Nel 2006 aderisce insieme ad alcune compagne del gruppo Balena alla Rete femminista del Partito della Sinistra Europea, partecipando attivamente per un paio d'anni, anche attraverso contributi di riflessione pubblicati dal quotidiano Liberazione. Al declino di quell'esperimento, con Fulvia Bandoli, Letizia Paolozzi, Maria Luisa Boccia, Elettra Deiana, Laura Gallucci, Bia Sarasini, Rosetta Stella, Isabella Peretti e Stefania Vulterini dà vita al Gruppo delle femministe del mercoledì che dal 2008 in poi interviene su temi cruciali del dibattito pubblico.
Nel 2010 e 2011 è direttrice dell'Ufficio di Dakar della Cooperazione Italiana per il Senegal e l'Africa Orientale.
A giugno 2012 Pomeranzi si candida, su proposta italiana, al Comitato CEDAW, che ha il compito di monitorare l’attuazione della Convenzione per l'eliminazione di ogni forma di discriminazione contro le donne (CEDAW) delle Nazioni Unite. Viene eletta, prima, con 132 voti, in una votazione che vede 25 candidature internazionali per gli 11 seggi disponibili: "un importante riconoscimento per il nostro Paese", come sottolinea il ministro degli Esteri Giulio Terzi di Sant'Agata. Ricopre il ruolo dal 2013 al 2016, occupandosi soprattutto della coerenza tra i principi della CEDAW e gli Obiettivi di Sviluppo Sostenibile per l'Agenda del 2030, grazie alla sua conoscenza dei movimenti femministi e femminili del Nord e del Sud del mondo..
Nel 2013 partecipa alla fondazione della Globe Mae, rete Lgbti dei dipendenti del Ministero degli esteri italiano.
Dal 2017, concluso il suo ruolo all'interno della Direzione generale per la Cooperazione allo sviluppo, ha svolto attività di consulenza e docenza su politiche di genere e eliminazione delle discriminazioni contro le donne per università e istituzioni nazionali e internazionali.
È stata nel consiglio di amministrazione dell'organizzazione non governativa Oxfam.
È stata vicepresidente dell’Associazione per il Rinnovamento della Sinistra.
La sua capacità di connettere “personale” e “politico”, testimoniata anche dalla serenità con cui ha vissuto l’ultimo anno segnato dalla malattia, è stata evidenziata da più voci alla sua morte.
Il Premio a lei intitolato, promosso da AIDOS, Casa Internazionale delle Donne, Differenza Donna, Dipartimento di Scienze Politiche dell’Università Roma Tre / Dottorato di ricerca in Scienze Politiche - Curriculum Studi di Genere, EWMD Roma, Fondazione RUT e Oxfam Italia e patrocinato dall’Agenzia Italiana per la Cooperazione allo Sviluppo, ha il sostegno del Ministero degli Affari Esteri e della Cooperazione Internazionale. Ideato e presieduto da Maria Rosa Cutrufelli ed Elena Zambelli, "intende facilitare la costruzione di un’eredità viva, sul campo, del lavoro e dell’impegno politico" di Pomeranzi, premiando persone laureate in Scienze per la Cooperazione allo Sviluppo con una tesi incentrata su politiche e pratiche femministe e di genere.

## Vita privata
L'incontro con la scrittrice e saggista femminista Maria Rosa Cutrufelli, con cui avvia dal 1982 una convivenza, nel 2016 si trasformerà in unione civile.

## Pubblicazioni
- La paura di vivere lesbica, in effe, 1982, 1-2
- Via del Governo Vecchio 39, in effe, 1982, 9-10
- Differenza lesbica e lesbofemminismo, in Memoria rivista di storia delle donne, 13 (1985), poi tradotto come A survey: lesbian difference and lesbian feminism, in Paola Bono e Sandra Kemp (a cura di), Italian Feminist Thought: A Reader,  Oxford, UK; Cambridge, Mass., USA, B. Blackwell, 1991, ISBN 978-06-311-7116-4
- Contributo sul tema monografico Progetti, Progettualità, in DWF (2), 1986, 2
- Contributo sul tema monografico I percorsi, in Memoria rivista di storia delle donne 1987, 1-2
- Il negoziato, in DWF (9), 1989, 2
- Per uno sviluppo a misura di donna, in Cirelli F. (a cura di), Tempi e luoghi della produzione: Donne, Reddito, Cooperazione Internazionale, Atti del convegno di Roma 28-29 Novembre 1988, Città di Castello, Coordinamento Ong Donne e Sviluppo, Tipografia Sograte, 1990
- Donne e Sviluppo in Italia, in Associazione per una Libera Università delle Donne, Donne del Nord e donne del Sud, Milano, Franco Angeli, 1994, ISBN 978-88-204-8925-0
- La frattura. Cronaca degli effetti di un convegno in Lapis, 22, giugno 1994
- Non più solo vittime in il Manifesto, 26 agosto 1995 (firmato con lo pseudonimo Eva Rondini)
- Prospettiva Pechino, in DWF (25), 1995, 1
- Una relazione trasformata fra uomini e donne. Appunti a margine dalla IV conferenza mondiale di Pechino sulle donne, in Democrazia e diritto, (1) gennaio-marzo 1996, pp. 303-316
- Allarme Kabul, in il Manifesto, 17 ottobre 1996
- Prima della geopolitica. Appunti per un femminismo della convivenza globale in DWF (47), 2000, 3
- A Gender Lens for Reading the European Context in the Era of Globalisation, in Delfin Colomé, Yoriko Meguro, Tadashi Yamamoto (a cura di), A Gender Agenda: Asia Europe Dialogue. New Visions and Perspective for Women and Men, Singapore, Asia Europe Foundation- JCIE, 2001, pp. 29-49, ISBN 978-48-890-7110-8
- Corpo delle donne e multiculturalità. Un punto di vista femminista, in Democrazia e Diritto, 2004, 1
- Manca la mediazione politica in Liberazione, 14 gennaio 2005, ripubblicato in Angela Azzaro e Carla Cotti (a cura di) Nel cuore della politica. Dal silenzio del femminismo alla manifestazione di Milano. Un anno e mezzo di dibattito su Liberazione, Roma, Liberazione femminista, 2006
- Riparte il confronto. A vantaggio delle più giovani, in Liberazione, 18 dicembre 2005, consultabile su  http://universitadelledonne.it Archiviato il 27 maggio 2023 in Internet Archive., URL consultato il 7 settembre 2023
- Usciamo dal silenzio. Ed è già politica, in Liberazione, 13 gennaio 2006, consultabile su http://universitadelledonne.it Archiviato il 6 marzo 2023 in Internet Archive., URL consultato il 10 maggio 2023
- Il patto patriarcale, in Liberazione, 8 settembre 2006, consultabile su http://peacelink.it, URL consultato il 10 maggio 2023
- A che punto siamo tra Nazioni unite, femminismo transnazionale e cooperazione. Una lettura dell'agire delle donne nel mondo globalizzato, in DWF (79-80), 2008, 3-4
- Sesso e potere, chi tace e chi parla, in Il Manifesto, 18 agosto 2009
- Per una breve storia del lesbo-femminismo in Italia, in Liana Borghi, Francesca Manieri, Ambra Pirri (a cura di), Le cinque giornate lesbiche in teoria, Roma, Futura, 2011, pp. 23-32, ISBN 978-88-230-1594-4
- L'autocoscienza dei movimenti, in Il Manifesto, 18 maggio 2012
- Il lesbismo come politica. Rilettura di “Nell'insieme e nel dettaglio”, 1991 in DWF (113), 2017, 1 – numero dedicato agli scritti politici di Simonetta Spinelli
- L’empowerment delle donne sul crinale tra potere e trasformazione in Vanna Ianni (a cura di), Lo sviluppo nel XXI secolo. Concezioni, processi, sfide, Roma, Carocci, 2017
- Vietare o regolamentare? in Mamme, non mamme, supplemento a Leggendaria, 123, 2017
- Codici culturali e violenza sulle donne, su Letterate Magazine, 184, 16 dicembre 2017. URL consultato il 10 maggio 2023.'
- Qualche riflessione sul caso Argento-Bennet, in Il Manifesto, 6 settembre 2018
- Un ventennio di femminismo a Roma in Leggendaria, 151, dicembre 2021 - gennaio 2022,ISBN 978-88-625-2739-2
- Alma Sabatini: domande radicali sul mondo, in I Quaderni del Centro di documentazione internazionale Alma Sabatini, 1, settembre 2021, ISBN 978-88-625-2726-2
- Oltre le catastrofi di pandemia e guerra: il coraggio di reinventare il mondo, in I Quaderni del Centro di documentazione internazionale Alma Sabatini, 2, novembre 2022, ISBN 978-88-625-2775-0
- Femministe di un unico mondo, Bianca Pomeranzi, a cura di Carla Cotti, Fandango, 2024,  ISBN 979-12-563-6010-9